# Patrick Dupond
Patrick Dupond (París, 14 de marzo de 1959 - Ibidem., 5 de marzo de 2021) fue un bailarín de ballet y director artístico francés. Se hizo un nombre en 1976 cuando ganó la medalla de oro en el Concurso Internacional de Ballet de Varna, en Bulgaria. Bailarín virtuoso, fue nombrado danseur étoile del Ballet de la Ópera de París en 1980 y obtuvo un éxito considerable en Francia, lo que no le impidió tener una carrera internacional. Trabajó con bailarines eminentes como Rudolf Nureyev, Maurice Béjart y Alvin Ailey, y en 1990 se convirtió en director artístico del Ballet de la Ópera de París, sucediendo a Nureyev. Dejó este cargo en 1995, luego la Ópera de París en 1997, destituido, en sus palabras, por «su insubordinación e indisciplina». Posteriormente, apareció en varias ocasiones en platós de televisión como concursante o jurado de programas (por ejemplo: Danse avec les stars) mientras continuaba actuando en el escenario.

## Biografía
El padre de Dupond dejó a la familia temprano. Patrick Dupond pasó una infancia sencilla y modesta con su madre y su pareja. Para canalizar la energía de su hijo, su madre decidió inscribirlo en un club de fútbol y luego en clases de judo, pero rápidamente abandonó estas actividades. Descubrió su vocación viendo una clase de ballet y su madre lo inscribió en una clase de baile. Sus habilidades se notaron rápidamente y su profesor de baile le aconsejó que tomara clases a un nivel superior. A finales de 1967, sus padres conocieron por casualidad a Tessa Beaumont y Max Bozzoni, ex bailarín del Ballet de la Ópera de París. Este último intuyó de inmediato el talento del joven bailarín y accedió a hacerse cargo de su formación. En mayo de 1968, tuvo que interrumpir temporalmente sus actividades escolares y sus clases de baile. Cuando regresó a la escuela, fue víctima del ostracismo de sus compañeros debido a su condición de joven bailarín.
Fue admitido en el Ballet de la Ópera de París en 1969, a la edad de diez años, para el curso de preparación de tres meses. Luego pasó la prueba de ingreso a la escuela de danza y allí realizó toda su formación como bailarín clásico, mientras continuaba tomando lecciones privadas con Bozzoni todas las noches. Continuó estudiando con Gilbert Mayer pero su maestro principal siguió siendo Bozzoni. También fue alumno del lycée Racine de París.

## Trayectoria
A partir de entonces, su carrera despegó. Bailó varios papeles principales y continuó su formación como solista. Tuvo la oportunidad de bailar tanto en la Ópera como en escenarios internacionales. En diciembre de 1978, tras el concurso de promoción interna, fue nombrado primer bailarín. Luego bailó para coreógrafos como Rudolf Nureyev, Alvin Ailey y Maurice Béjart. Fue nombrado danseur étoile, el rango más alto de la compañía, el 30 de agosto de 1980, a los 21 años. Entre sus compañeros de ballet estaban Noëlla Pontois, Françoise Legrée, Monique Loudières, Sylvie Guillem, Isabelle Guérin y Marie-Claude Pietragalla.
Dupond fue nombrado director artístico del Ballet de Lorraine en 1988. A los 31 años, Pierre Bergé lo nombró Director de Danza del Ballet de la Ópera de París, cargo que ocupó de 1990 a 1995. Coreógrafos como John Neumeier, Roland Petit, Yury Grigorovich, Alwin Nikolais y Twyla Tharp le dieron papeles protagónicos. También actuó y bailó en varias películas y creó el grupo «Dupond et ses Stars», con Sylvie Guillem, Monique Loudières, Fanny Gaida, Manuel Legris, Jean-Marie Didière y la pianista y directora Elizabeth Cooper, para una gira mundial de dos años.
En 1997, se le pidió que fuera miembro del jurado del Festival de Cine de Cannes. Su ausencia no fue aceptada por la dirección general de la Ópera de París, siendo despedido. Sin embargo, a Dupond se le ofreció un contrato como invitado danseur étoile, propuesta que rechazó y prefirió ir a los tribunales. Su solicitud fue rechazada por los Prud'hommes.
En enero de 2000, fue víctima de un grave accidente automovilístico que lo obligó tanto a rehabilitarse físicamente como a volver a aprender a bailar. Pasó por un período de depresión y alcoholismo, del cual finalmente se recuperó. Luego reanudó su formación con la ayuda de su maestro Max Bozzoni. Regresó a los escenarios en un teatro musical en 2000: L'air de Paris en el Espace Pierre Cardin, con Manon Landowski como socio.
Desde 2004, es profesor habitual en la escuela de danza de su compañera Leïla Da Rocha y actúa en Soissons y Saint-Quentin, Aisne. En agosto de 2017, anunció la apertura de una escuela de danza internacional en Burdeos con Leïla Da Rocha. Ofreciendo dos cursos de tres años para jóvenes de 10 a 20 años, la escuela tendrá como objetivo preparar a jóvenes bailarines para «cerrar la brecha entre el conservatorio y la ópera, con compañías locales, nacionales e internacionales». En 2018 y 2019, fue miembro del jurado del espectáculo Danse avec les stars.
Desde 2004, Dupond compartía su vida con Leïla Da Rocha, una exjugadora de baloncesto profesional convertida a la danza oriental sagrada. En 2017, confesó haber vivido previamente en la soledad sentimental inherente a la vida de un danseur étoile internacional que sus relaciones homosexuales solo enmascaraban lo que, para él, «fue un error», «una parodia de amor». Sus comentarios, que pueden sugerir que la homosexualidad es una opción, son controvertidos, y algunos señalan que este juicio puede ser devastador para los jóvenes homosexuales. El bailarín explicó por su parte que hablaba solo por sí mismo. Murió el 5 de marzo de 2021, pocos días antes de cumplir 62 años, como consecuencia de una «enfermedad devastadora», según sus allegados.